# 中華航空825便爆破事件
中華航空825便爆破事件（ちゅうかこうくう825びんばくはじけん）とは、中華民国の航空会社、中華航空（現：チャイナエアライン）の旅客機が台湾海峡で空中爆発した事件である。爆発物による航空テロの疑いがあるとされた。

## 事件の概要
中華航空825便は日本と台北、香港を結ぶ航空路線であり、シュド・カラベル双発ジェット機（フランス・シュドアビアシオン製、1962年製造、機体記号B-1853）で運航されていた。
1971年11月20日、825便は乗員7名、乗客63名を乗せて大阪国際空港を午後4時47分（日本時間）に離陸した。途中沖縄の那覇を経由し、台北松山空港を香港に向けて現地時間（日本時間より1時間遅れ）午後9時2分（日本時間午後10時2分）に離陸した。香港への到着時刻は午後10時50分（現地時間、日本時間より1時間遅れ）を予定していた。乗員は台北で全員交代しており、乗客も夜行便ということで少なかった。
825便は午後9時33分に高度26000フィート（およそ8000m）を飛行中との定時連絡をしたが、9時50分にレーダーから消え、墜落した。澎湖諸島の近海、香港から200マイル（320km）の地点であった。これにより乗員8名・乗客17名の合わせて25名全員が死亡した。
墜落原因としては、澎湖諸島の島民から事故機が午後9時35分ごろに空中爆発し海中へ墜落するのを見たとの目撃証言があったことから、仕掛けられた爆弾が爆発し空中分解したものと推定されている。なお機体の残骸が僅かに漂着しただけで、犠牲者の遺体は発見できなかった。残骸は海底に沈んだとみられるが、サルベージは行われなかった。爆発に至る経緯は不明である。

## 備考
- 事故機はカラベルIIIとよばれるタイプで、定員64名仕様だった。なお事件当時はすでに生産終了していた。
- 乗客の国籍は中華民国7名、日本人とイラン人各3名、シンガポール2名、ベトナム、ブラジル各1名ずつであった。そのうちブラジル人は在華ブラジル大使、日本人の犠牲者は中華航空の女性客室乗務員とその兄夫婦で、3人は休暇で台北を観光した後に香港に向かう途中で悲劇に見舞われた。